# Valencianisme
El valencianisme o nacionalisme valencià és un corrent social estructurat tant culturalment com políticament que vol preservar i promoure el reconeixement de la personalitat política, lingüística i cultural del País Valencià o Nació Valenciana. Com a ideologia, s'ha interrelacionat amb la societat valenciana durant més de cent anys, amb una incidència electoral i social variables, contribuint a la concepció política de l'antic Regne de València i sent un actor decisiu en la reivindicació i consolidació de l'autogovern de l'actual Comunitat Valenciana. Sota l'accepció de nacionalisme valencià a vegades s'hi han inclòs grups que políticament haurien de ser qualificats de "nacionalistes catalans" o simplement com a catalanistes, ja que entenen que la nació dels valencians són els Països Catalans.
Històricament, el valencianisme s'origina al segle xix com a moviment cultural durant la Renaixença valenciana, en una època on s'intentava recuperar el prestigi social del valencià i la cultura valenciana després de segles de diglòssia i la destrucció del regne de València sota l'absolutisme borbònic amb iniciatives com la restauració dels Jocs Florals per Lo Rat Penat, a imitació del que s'estava esdevenint a Catalunya. Seria al segle xx, i com a escissions de Lo Rat Penat que sorgirien les primeres associacions valencianistes. Una de les seues primeres fites seria la Declaració valencianista de 1918, si bé no seria fins a la Segona República Espanyola que el nacionalisme valencià aconseguira certa presència política i un clima favorable a la consecució d'un estatut d'autonomia. La guerra civil i la dictadura franquista acabà amb les aspiracions valencianistes, i diluïren la seua tradició. Durant la dècada de 1960, Joan Fuster i Ortells proposà un nou valencianisme de tipus catalanista; estos plantejaments provocaren la reacció d'un sector del valencianisme encapçalat per Adlert i Casp que vegeren en els plantejaments de Fuster no el tradicional agermanament amb Catalunya, sinó un sotmetiment. La divisió interna del valencianisme vingué aparellada a la intervenció del nacionalisme espanyol que trobà en els plantejaments del pancatalanisme un argumentari idoni per a atacar al catalanisme i al mateix temps debilitar el valencianisme des de dins en la seua reivindicació de nacionalitat històrica durant el procés estatutari i de recuperació nacional; els episodis més virulents d'este conflicte foren coneguts amb el nom de Batalla de València.
Durant la dècada de 1980 sorgí el moviment regionalista anomenat blaverisme, caracteritzat per l'espanyolisme i l'anticatalanisme, que s'agrupà políticament entorn del partit Unió Valenciana. A partir de la dècada de 1990 una part de la formació intenta bastir un discurs protonacionalista i centrista, però finalment els dirigents s'integraren majoritàriament en el Partit Popular, i a partir de 1999 Unió Valenciana pràcticament desapareix, no tornant a obtenir representació política en les Corts Valencianes. A principi del segle xxi Juan García Sentandreu intentà ressuscitar el blaverisme formant el partit Coalició Valenciana, incidint com en el segle passat en l'espanyolisme i l'anticatalanisme, però estos plantejament marginals en la societat valenciana actual fracassaren, el partit mai no obtingué representació parlamentària, i acabà per dissoldre's el 2011. Així mateix, va sorgir un corrent crític amb les tesis fusterianes i del blaverisme, conegut com a tercera via valenciana i que va sorgir arran de la publicació del llibre De Impura Natione l'any 1986.
El valencianisme ha tingut empremta en la ideologia i la identitat valenciana contemporànies. Els acadèmics valencians de l'Acadèmia Valenciana de la Llengua, òrgan autonòmic de regulació lingüística, han normalitzat el valencià deixant clar que «valencià» i «català» són dos denominacions sinònimes i equivalents per a «un mateix sistema lingüístic», sentència filològica que ha estat ratificada legalment per diverses sentències judicials del Tribunal Suprem i que ha deslegitimitzat amb el temps les tesis secessionistes del blaverisme. A més, històricament extraparlamentari, des del 2011 el valencianisme polític està representat en les Corts Valencianes per la Coalició Compromís.

## Història

### Orígens

Els historiadors assenyalen el doctor Faustí Barberà com a pare del valencianisme polític, i la lectura en 1902 del seu discurs De regionalisme i valentinicultura com a simbòlica data de naixement per al nacionalisme valencià, amb un text on es denunciava l'absorció i assimilació castellana i es demanava l'autonomia per a València, trencant amb la línia conservadora i de defensa de l'statu quo de la Renaixença cultural valenciana. Al contrari que la Renaixença catalana, que va adquirir un caire combatiu, la burgesia valenciana conservadora protagonitzada per personatges com Teodor Llorente ho trobaren innecessari i professaren un regionalisme emmarcat en la ideologia espanyolista. Tot i això, ja des d'aquell període sorgeixen alguns grups valencianistes, sovint al caliu de Lo Rat Penat, entitat, això no obstant, amb la qual s'enfrontà bona part d'aquest naixent valencianisme pels seus tebis, i sovint elitistes, posicionaments.
El primer grup organitzat, València Nova, convocà i celebrà el 1907 la Primera Assemblea Regionalista Valenciana, tractant d'aconseguir un pacte solidari valencià, inspirat en la Solidaritat Catalana. València Nova es convertí més tard en el Centre Regionalista Valencià que acollí a la "Joventut Valencianista" relacionada amb la Joventut Nacionalista de Castelló i la Joventut Valencianista de Catalunya. D'influència soviètica va nàixer la Joventut Nacionalista Obrera en 1921, organització d'esquerres que propugnava obertament l'Estat valencià.

La primera generació de valencianistes publicaren diverses revistes, sent Pàtria Nova una de les més importants. Tot i que el fenomen aparegué a la ciutat de València, amb el temps van aparèixer grupuscles valencianistes per altres localitats del país, especialment a les comarques centrals i a les comarques del nord.

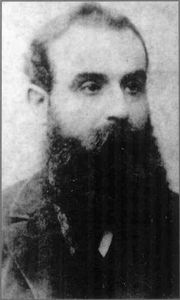
Faustí Barberà

Un dels fets més destacats d'aquell incipient nacionalisme valencià fou la promulgació de la Declaració Valencianista de 1918, patrocinada principalment per la mateixa Joventut Valencianista. En aquesta declaració s'arreplegaven alguns dels posicionaments bàsics del moviment nacionalista valencià de l'època.
El pensament valencianista primigeni ja era heterogeni, però en bona part partidari de la construcció nacional estrictament valenciana, la potenciació de l'ús del valencià i l'establiment de relacions especials entre els territoris del seu domini lingüístic, això sí, en un escenari no exempt del confusionisme propi del baix grau de desenvolupament de les ciències socials i la filologia. En el valencianisme de preguerra trobem un magma de posicions fluides, en què les diferents postures tenien fronteres difuses. Açò s'unia al fet que, políticament, no es plantejara la independència, sinó només la descentralització de l'Estat espanyol, i que el seu marc simbòlic no suposara, tampoc, cap trencament amb el regionalisme joc-floralista. Aquesta posturta va permetre al valencianisme polític, tot i la seua posició minoritària, créixer com un moviment obert amb possibilitats d'encontre amb altres forces socials. Si bé el reconeixement dels lligams culturals amb la resta del domini lingüístic era evident en les manifestacions dels valencianistes de preguerra, esta tampoc no es declarava de manera explícita. La influència de Catalunya també es veuria en alguns intents de crear al País Valencià estructures semblants a les que s'anaven aconseguint en aquell territori, com l'intent de crear una Mancomunitat Valenciana, o la candidatura electoral de la Solidaritat Valenciana.
Pel que fa a les idees pancatalanistes proposades per una part del nacionalisme a Catalunya, hi hagué en el valencianisme de preguerra propostes polítiques d'àmbit territorial més ampli que l'estrictament valencià. Si bé la catalanofília era habitual, trobem el cas d'Eduard Martínez i Ferrando, autor del text Síntesi del criteri valencianista, que proposava anar més enllà en la concepció d'un espai comú amb catalans i balears. Tanmateix, l'entitat que va posar el pancatalanisme sobre la taula del debat valencianista va ser Acció Cultural Valenciana, associació de caràcter transversal i origen universitari que no reconeixia a Catalunya o País Valencià com a nacions per separat, sinó unides. A la seua publicació, Acció Valenciana, hi ha textos a favor d'una nacionalitat catalana integrada per estats federals de Catalunya, València i Illes Balears, considerant que el poble valencià constituïa una forta personalitat dins d'aquell conjunt que donava dret a constituir un estat sobirà diferenciat del de Catalunya, anomenat Estat Valencià.

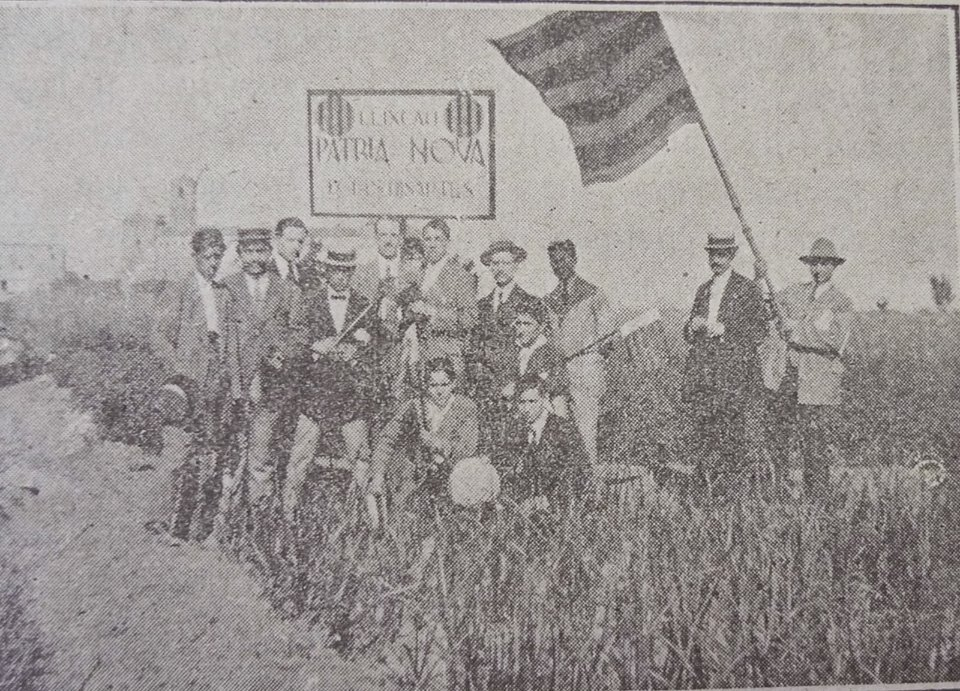
Integrants de Pàtria Nova en el primer Aplec del Puig, 1915.

Tanmateix, les propostes polítiques que, des del valencianisme, donaven lloc a possibles ens territorials més amples s'expressaven en termes més o menys abstractes, o de col·laboració entre territoris germans, on el país o nació valenciana eren el marc polític de sobirania. Tampoc no eren propostes que trencaren amb la integritat territorial de l'Estat Espanyol, en tant que no hi hagué propostes de caràcter independentista.
Un cas significatiu pel que fa a les relacions entre València i Catalunya és el que protagonitzà Josep Maria Bayarri, autor d'una normativa pròpia per al valencià diferenciada del català, i del llibre El perill català. Encara que generalment siga vist com un dels precursors de l'anticatalanisme valencià, cal tindre en compte que el text de Bayarri està escrit des de l'estima cap al poble català, i que tot i el cridaner títol, el seu llibre és realment un text contrari al pancatalanisme, com a resposta a alguns plantejaments de signe contrari que arribaven des de Catalunya. Paradoxalment l'anticatalanisme era una de les claus del discurs republicà blasquista que sovint ho instrumentalitzava en contra del mateix valencianisme als qui acusava de còmplices amb la burgesia catalana contemporània.

### El valencianisme republicà

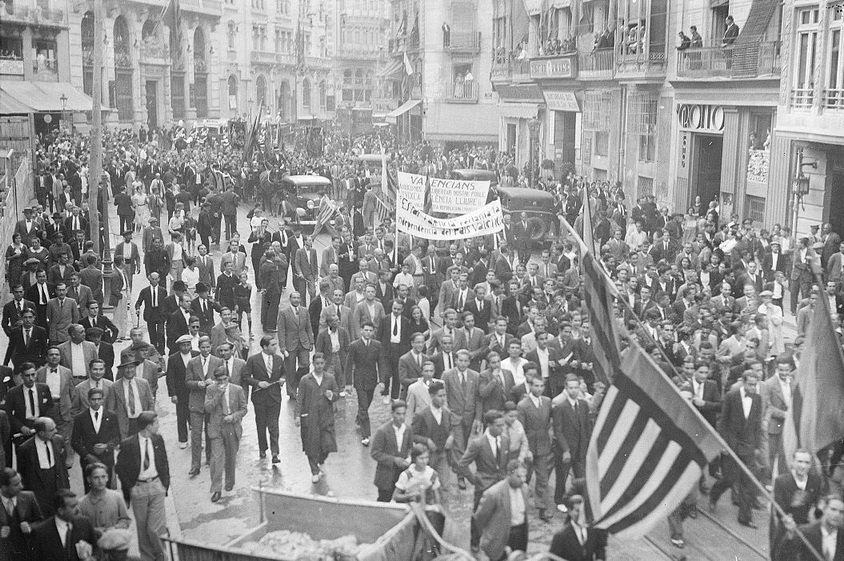
Imatges de la Processó Cívica de 1933, amb pancartes a favor de l'Estat Valencià.

Tot i la marginalitat que el moviment tenia a principis de segle, durant la Segona República Espanyola el valencianisme polític viu un moment d'efervescència. En 1931 els valencianistes s'agrupaven al voltant de dos organitzacions polítiques, una conservadora i l'altra progressista: la Unió Valencianista de Joaquim Reig i l'Agrupació Valencianista Republicana. Reig va ser regidor a l'Ajuntament de València amb la candidatura monàrquica i AVR va tindre dos regidors, Francesc Soto i Enric Duran, que els tres junts van integrar-se en una "minoria valencianista" al consistori.
L'Agrupació Valencianista Republicana es refundaria com el Partit Valencianista d'Esquerra en 1935. Un any abans, i a conseqüència del desencant republicà amb el PURA i les seues polítiques durant el conegut com a bienni negre, naix Esquerra Valenciana, amb presència a la ciutat de València. En Castelló de la Plana va existir Esquerra Republicana Valenciana, partit vinculat a Izquierda Republicana originàriament, i que acabaria fusionant-se amb Esquerra Valenciana. Els tres partits eren d'ideologia més o menys afí, i impulsaren diversos avantprojectes d'estatut d'autonomia, i participaren també del Front d'Esquerres a les eleccions generals espanyoles de 1936. A la ciutat d'Alacant va existir l'Agrupació Regionalista Alacantina que va tindre bones relacions amb l'Agrupació Valencianista Republicana i en la qual participaren grans personatges valencians com l'escriptor Enric Valor o el periodista Josep Coloma. Tot i les evidents mostres de nacionalisme, també cal tindre en compte certa ambigüitat en l'actuació d'estos partits en un moment en què el nacionalisme valencià estava consolidant-se. Així, Esquerra Valenciana arribà a comptar amb 10.000 militants més per la descomposició del blasquisme, més que no a una especial fortalesa del valencianisme. El valencianisme polític en aquelles dates no plantejava la independència, sinó més aïna rebutjava la concepció centralista de l'Estat espanyol.
- Manifestació autonomista a Alzira, 1932
- Acte a favor de l'estatut a Sueca, 1933. Junt a la senyera coronada, la bandera del PURA.
- Clausura de les III Jornades Culturals Valencianista a Alacant, 1934.
- Manifestació valencianista a Manises, 1932

Les relacions amb els partits catalans d'ideologia afí eren fluides, i així el diputat Vicent Marco Miranda ingressà com a diputat en el grup polític d'ERC a l'estat. La catalanofília s'observava també en grups conservadors com la Unió Valencianista Regional, encapçalada pel banquer Ignasi Villalonga i Villalba, qui mantenia molt fluides relacions amb la Lliga Regionalista de Cambó.

També foren altres destacats grups valencianistes de dretes l'Acció Nacionalista Valenciana, grup catòlic sorgit d'escissions de la Dreta Regional Valenciana i l'Agrupació Valencianista de la Dreta. També a Acció Cultural Valenciana hi hagué militància conservadora, que compartia formació amb un altre sector més esquerrà.
Les reivindicacions autonomistes d'altres pobles de l'estat tingueren reflex al País Valencià amb l'aparició de diverses propostes d'Estatut d'Autonomia, i d'un clima polític favorable a la seua aplicació. Així fou redactat el text d'un avantprojecte, publicat pel juliol del 1931, per iniciativa fonamentalment blasquista. Els nuclis republicans d'Alacant i de Castelló s'oposaren a secundar-lo o exigien mesures que València no va acceptar, fet que impossibilità l'acord. La victòria del Front Popular en el 36 revifà la qüestió autonomista i l'esclat de la guerra civil espanyola deixà sense estatut al País Valencià.
Els dos principals partits valencianistes d'esquerres, Esquerra Valenciana i el Partit Valencianista d'Esquerra, tot i les seues similituds (partits d'origen petit-burgès i autonomistes) van distanciar-se durant el període bèl·lic. A mesura que avançava la guerra, i la qüestió autonòmica quedava en un segon pla del debat polític de la zona republicana, Esquerra Valenciana va enfortir el vessant liberal i federalista del seu discurs, mentre el PVE acabà alineant-se al voltant de les tesis del Partit Comunista d'Espanya i va assumir les tesis de Juan Negrín, qui afirmava que la declaració de nous Estatuts d'Autonomia devia posposar-se mentre durara la Guerra Civil. Tot i que el Partit Valencianista d'Esquerra va defensar l'ús i promoció del valencià d'una manera més ferma que no EV, l'acostament al PCE va fer que molts militants del PVE abandonaren el partit per a passar a Esquerra Valenciana, com fou el cas de Francesc Bosch i Morata, primer conseller de cultura del Consell Provincial de València.

### La Dictadura i el "Nou Valencianisme" fusterià

La Senyera Reial va esdevenir símbol nacional reivindicatiu valencianista des de principis del i posteriorment reclamada pels fusterians com a senyera del País Valencià.

Una vegada instaurat el règim dictatorial de Francisco Franco, el valencianisme experimentà una forta repressió. Els primers anys de dictadura, un reduït grup d'intel·lectuals mantindrà viu, però, el moviment nacionalista. El grup de l'editorial Torre, liderat per Miquel Adlert i Xavier Casp, es deslliurà d'una major repressió del franquisme per la seua fe cristiana i el posicionament ideològic conservador que tots dos mantenien. També des de Lo Rat Penat, amb una intermitent tolerància per part del règim, treballaran alguns valencianistes com Carles Salvador. Ambdós grups, a banda de ser xicotets, estaven dividits per disputes anteriors a la Guerra.
El pensament nacional de Torre, que també comptava amb la participació de joves com Eliseu Climent, Alfons Cucó i el mateix Joan Fuster continuava sent valencià, si bé guanyava terreny la concepció cultural de la comunitat catalànica, terme encunyat per Adlert per a referir-se al conjunt de territoris on es parlava la llengua catalana-valenciana, o bacavesa, que va ser l'altre gran intent de trobar una denominació neutra per a la cultura catalana-valenciana, utilitzada des dels anys 30 per l'històric valencianista Nicolau-Primitiu Gómez Serrano, tot i que no reivindicaria públicament el seu ús fins a la fi dels anys 1950. L'evolució intel·lectual del jove Fuster fou fonamental per entendre l'evolució del mateix valencianisme i posterior ruptura en dos grans blocs.
Fuster, que havia nascut en una família de tradició carlista i conservadora, adoptà progressivament un posicionament més progressista, convergent amb algunes de les idees existents en el pensament europeu. Els seus contactes amb el catalanisme, que també tenien la resta del grup, i especialment amb l'exili republicà català, influïren en l'elaboració en 1962 de Nosaltres, els valencians, influent assaig que suposà una concepció catalanista, essencialista i radical del fet nacional valencià. Juntament amb Qüestió de noms i El País Valencià, tres textos que posen la base del projecte fusterià i anomenen com a Països Catalans la nació imaginada basada en la llengua catalana amb què l'autor s'identificava des de principis de la dècada de 1950.

El pensament nacionalista fusterià atorga a la llengua compartida amb catalans i balears un paper central en la concepció nacional. D'aquesta concepció eminentment lingüística es deriva la proposta política dels Països Catalans, conformada pels territoris catalanoparlants.

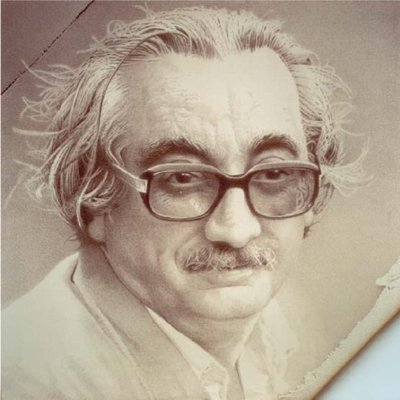
Joan Fuster i Ortells.

La modernitat del discurs fusterià, enfrontada amb el conservadorisme franquista de la societat del seu temps, li valgué un major protagonisme, especialment entre els grups més joves que hi veien en ell un clar referent antifranquista. Açò, juntament amb el trencament intern que suposà la seua concepció nacional, allunyada de l'imaginari del regionalisme valencià, que aleshores es trobava ja instrumentalitzat pel nacionalisme espanyol oficial al règim franquista, derivà en un enfrontament amb els valencianistes de les generacions anteriors. En un primer moment la resposta que ben bé podria representar un escrit publicat a la revista catalana Serra d'Or, no contingué cap símptoma anticatalanista i fins i tot fou signada per joves com Alfons Cucó que estaven influïts pel pensament fusterià. La resposta a Serra d'Or dels primers textos de Fuster qüestionava el sentit d'atorgar a la unitat lingüística i cultural un paper absolutament definitori en la concepció nacional. Fuster però, no renuncià al nou pensament i l'exposà de manera detallada en Nosaltres, els valencians.
Tot i que el llibre no tingué en un primer moment excessiva repercussió entre la societat valenciana —a diferència d'altres com la polèmica guia El País Valenciano— el nou valencianisme, com el definí Fuster, es convertí en un referent destacat per a les noves generacions d'estudiants universitaris, que assimilaren la qüestió nacional com un element notori dins del discurs antifranquista. L'èxit entre els adversaris al règim fou tal que la pràctica totalitat de l'esquerra assumí, tot i que sovint només fora de manera estètica, el discurs valencianista, tal com reflecteix l'addició de les sigles "PV" als noms de grups i partits polítics de la clandestinitat.
La resposta del règim fou contundent; ja ho havia sigut amb la publicació del llibre de viatges en aprofitar alguns dels seus passatges per a oferir una caricatura antivalenciana i ofensiva de l'intel·lectual de Sueca. En aquell episodi, s'instà a les falles, controlades pel franquisme, a cremar un ninot de Joan Fuster i algunes pàgines d'El País Valenciano en una desfilada festiva al centre de la ciutat de València. Aquell mateix any, Josep Maria Bayarri publicaria una nova adaptació de les seues normes secessionistes.

### La Batalla de València
Per a més informació, vegeu l'article principal sobre la batalla de València.

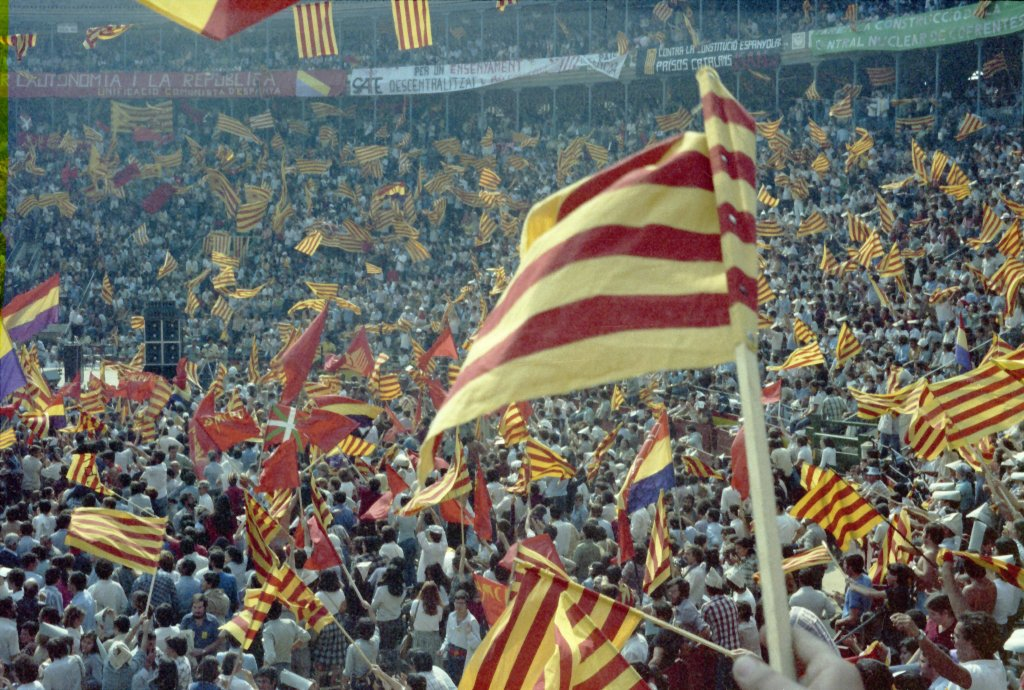
Vista parcial de la Plaça de Bous de València durant el XIX Aplec del País Valencià, 9 d'octubre de 1978.

A l'inici de la transició el valencianisme polític fa una prova de gran vigor quan el 7 d'octubre de 1977, mig milió de persones, segons fonts de l'època, es manifesten pels carrers de la ciutat de València per a demanar l'autonomia. Esta seria durant molts anys l'última manifestació on les senyeres quatribarrades i coronades amb franja blava conviurien sense conflicte. L'aparició de la Batalla de València desactivarà gran part del valencianisme, i farà que este es refugie en el món de la cultura i la universitat.
El caire intel·lectual del discurs fusterià, si bé inspirà una introspecció acadèmica sense precedents (l'estudi de les ciències socials, l'economia, la historiografia, la filologia) trobà poca adhesió entre sectors populars, sobretot pròxims a la ciutat de València, que professaven un valencianisme temperamental. Així, bona part del món festiu i cultural quedà en mans dels adeptes al règim primer, i de l'anticatalanisme després.
Precisament foren alguns sectors del valencianisme tradicional, encapçalats per Adlert i Casp, qui abjuraren de les seues idees catalanòfiles i promogueren una resposta lingüísticament secessionista per tal d'evitar, segons les seues intencions, les derivacions polítiques que el fusterianisme preconitzava. Casp i Adlert foren els precursors del blaverisme, un moviment populista de reacció, ideològicament heterogeni que convertí el particularisme valencià en fonament d'un discurs anticatalanista, i en la pràctica, conservador. Un moviment que pren el seu nom de la Senyera tricolor, originària de la Ciutat de València, que el fusterianisme no reconegué com a pròpia del país, a diferència dels seus predecessors valencianistes.
L'enfrontament identitari i ideològic entre blavers i catalanistes que tingué lloc durant la transició, ocultà en realitat un enfrontament entre dreta i esquerra estatal, sobretot quan la UCD adoptà una estratègia d'instrumentalització per tal de superar, precisament, la polarització en els termes clàssics d'esquerra-dreta. Aquest període, que fracturà definitivament el valencianisme embrionari, és conegut com la batalla de València.
En el terreny cultural, Lo Rat Penat quedà sota el control de l'anticatalanisme, expulsant els membres díscols, en especial aquells més propers a les tesis fusterianes. No passà així amb altres associacions, com ara la Societat Coral el Micalet o amb la molt més recent Acció Cultural del País Valencià, d'Eliseu Climent, l'activista cultural i empresari més destacat entre el fusterianisme i que evolucionà des dels posicionaments socialcristians inicials a l'activitat cultural i empresarial entorn del nacionalisme.

### Influència dels fusterians en la societat valenciana

El fusterianisme fou el corrent valencianista majoritari durant les dècades dels 60 i 70, representat inicialment pel Partit Socialista Valencià (PSV), que entre 1962 i 1968 exercirà, des de la clandestinitat, una important influència entre els universitaris valencians. Ja durant la transició, el Partit Socialista del País Valencià (PSPV), d'esquerres, i la Unió Democràtica del País Valencià (UDPV), de centredreta, serien els principals partits polítics valencianistes, amb una forta influència fusteriana. No obstant això, no existia llavors unanimitat sobre el concepte de "nació", ja que els diferents partits nacionalistes sorgits a partir dels anys 60 no distingiran amb claredat entre la comunitat política nacional i la comunitat cultural de l'àmbit lingüístic. Així doncs, Germania Socialista considerava el País Valencià com un poble amb dret a l'autodeterminació, però que no complia els requisits històrics per a ser considerat una nació. Mentre que Joan Francesc Mira reflexionava a mitjans de la dècada de 1980 que al País Valencià hi coexistien, de manera a voltes antagònica, diferents components nacionals, i que la mancança d'un nacionalisme valencià que definira de manera eficaç el País Valencià com a marc propi d'adscripció nacional, feia que els valencians hagueren d'elegir entre una pertinença nacional espanyola o catalana. Per la seua banda, el PSPV, que reconeixia que Catalunya, Balears i València formaven part d'una mateixa comunitat nacional, proposaven un estatut d'autonomia per al País Valencià en una Espanya Federal. També a final de la dècada de 1970 es produeixen una sèrie de revisions a l'obra de Fuster, encapçalades pels economistes Ernest Lluch i Alfons Cucó (ambdós militants del PSPV) o pel sociòleg Josep Vicent Marqués, qui amb el seu llibre de 1978 País Perplex és considerat com un predecessor del valencianisme d'arrel fusteriana i marc nacional valencià que 10 anys després es coneixeria com a Tercera Via.
Tot i la influència del fusterianisme en les forces sindicals i partits polítics d'esquerra entre la dècada de 1960 i la dècada de 1980, les forces d'extrema esquerra, el Partit Comunista d'Espanya i especialment el PSOE, on la influència del fusteranisme va ser lleugera, van tindre dificultats per a reivindicar el valencianisme en una societat que rebutjava majoritàriament plantejaments tan dràstics com els dels fusterians. No seria fins a desembre del 76 que el PCE adoptara la demoninació de Partit Comunista del País Valencià, adaptant-se com un cas singular dins d'una eventual estructura federal de l'Estat Espanyol. Un valencianista, Ernest Garcia, seria Secretari General del PCPV des de gener de 1979 fins a setembre de 1980, quan els partidaris de l'organització centralitzada forçaren la seua dimissió. Amb tot, a partir de la formació en 1986 d'Esquerra Unida del País Valencià (EUPV), es van produir avanços considerables el valencianisme progressista a l'organització, mitjançant les consecucions del corrent Esquerra i País, que va arribar a tenir un pes intern considerable. Així, en la VIII Assemblea d'EUPV el 1995, s'arribaria a reconèixer a EUPV "com a força política nacional i sobirana [que] aposta clarament pel desenvolupament de les llibertats nacionals en el marc d'un Estat federal, plurinacional, democràtic i solidari".
Per la seua banda, a dins del PSOE destaca el nom de Josep Lluís Albinyana, líder del partit a la zona de la Ciutat de València, i que junt amb Joaquín Azagra seria un dels representants de la minoria valencianista del PSOE. Tanmateix, amb el lideratge d'Albinyana el PSOE assumiria una línia moderadament autonomista, i iniciaria una estratrègia per a unificar el socialisme valencià baix les seues sigles i assentar un discurs valencianista que els portaria a plantejar l'absorció de l'extraparlamentari PSPV per part del PSOE.
A final de la dècada de 1970 i principis de la dècada de 1980, el nou valencianisme pateix una important crisi de credibilitat política reflectida en els seus dolents resultats electorals, i es comença a posar en dubte certs element discursius i la mateixa efectivitat dels plantejaments de Joan Fuster. En conseqüència, hi té lloc un intens debat a partir d'aquestes divergències polítiques, que acaba amb la integració d'aquests partits nacionalistes en partits d'àmbit estatal, el PSPV s'integrà directament en el PSOE, i UDPV es va dissoldre mentre part de la seua militància recalava en la UCD, amb la pretensió que ambdós partits assumiren part dels seus objectius valencianistes. No obstant això, no tota la militància assumí aquesta decisió, i es crearen diferents partits nacionalistes com l'intent fallit d'un partit valencianista transversal Partit Nacionalista del País Valencià (PNPV, fundat per Francesc de Paula Burguera i altres companys que havien format part del sector valencianista de la UCD, i que acabarien marginats o expulsats del partit acusats de catalanistes), Agrupament d'Esquerra del País Valencià (AEPV, format, entre d'altres, per membres del PCPV que abandonarien el partit a principis de la dècada de 1980 després que el sector centralista forçara la dimissió del Secretari General), i finalment la Unitat del Poble Valencià (UPV) nascuda en 1982 com a coalició electoral dels dos partits anteriors, i que es constituiria com a partit en 1984. La UPV defensava parcialment el projecte nacional de Joan Fuster, i tot i moure's en un nivell de vot entre l'1% i el 3% en les diferents conteses electorals de la dècada de 1980, es consolidaria com a referent electoral d'un nacionalisme que presentarà certa indefinició política en trobar-se més còmode tractant temes de caràcter lingüístic i cultural.
Davant d'ell, Unió Valenciana acabà per consolidar-se com el referent únic del blaverisme deixant arrere la Unió Regional Valenciana. Amb Vicent González Lizondo al capdavant, UV assolí representació parlamentària a les Corts Valencianes i una molt destacada presència municipal, sobretot a la província de València. Per la seua banda, la minoritària Esquerra Nacionalista Valenciana, refundació d'URV, i des de postures pròpies del secessionisme lingüístic valencià defensava un nacionalisme valencià allunyat del fusteranisme. Així, en el llibre Bases per al Nacionalisme Valencià, publicat per l'editorial vinculada al partit en 1986, es desmarcaven en el seu pròleg tant del blaverisme (al qual descrivien com un "autoanomenat valencianisme partidari d'un estat totalitari i central") com del pancatalanisme.

### La Tercera Via

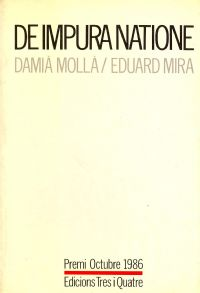
De Impura Natione (1986) va ser el llibre que va iniciar amb la coneguda com a Tercera Via.

Es coneix com a Tercera Via o Valencianisme de conciliació, a una sèrie de reflexions nascudes a la darreria de la dècada de 1980 amb la finalitat de fer convergir o reconciliar el fusteranisme amb el blaverisme, des de postures revisionistes del pensament de Joan Fuster, mitjançant una aposta per l'existència d'una nació valenciana amb una llengua amb diferents graus de particularisme, però compartida amb la resta de Territoris de parla catalana. Té les seues bases ideològiques en els llibres De Impura Natione i Document 88, i va fructificar a partir de les anomenades "converses de l'Hotel Anglès", portades a terme entre 1987 i 1996. Fruit d'aquelles converses, es va produir la signatura d'un acord entre diversos partits valencianistes, entre els quals hi havia Unió Valenciana i el Partit Valencià Nacionalista, que no va fructificar. A partir dels anys 90 comença a desaparèixer la virulència dialèctica entre els diferents sectors, i gràcies a l'aparició de propostes revisionistes més esquerranes, i pel trencament entre el Bloc Nacionalista Valencià i Acció Cultural arran de l'aparició del Bloc de Progrés Jaume I, gran part del fusteranisme assumeix en este període el marc nacional valencià. Tot i que segon intent de confluència es va produir a la darreria de la dècada de 1990 amb l'acostament entre la UV liderada per Hèctor Villalba i el Bloc de Pere Mayor, la posterior descomposició d'Unió Valenciana i desembarcament de militants d'esta formació al Partit Popular de la Comunitat Valenciana, i l'evolució d'un blaverisme que a partir d'este període esdevé cada vegada més marginal i vinculat a l'extrema dreta espanyolista, fan que l'objectiu inicial del valencianisme de conciliació de bastir un discurs on blavers i fusterians se senten còmodes siga generalment descartat. Per part del Bloc, en 2005 va rebutjar aprofundir en aquella línia, que va suposar un transvasament mínim de suports. El fet que este acostament no tinguera cap plasmació política rellevant ha portat a considerar morta la tercera via.
Tot i que generalment es considera que la Tercera Via va fracassar, des de la dècada de 1980 es va produir al nacionalisme valencià un decisiu canvi de paradigma respecte a les idees de Joan Fuster. Les reflexions eixides des d'estos sectors revisionistes van tindre una gran influència social, especialment les dels llibres de Joan Francesc Mira Crítica de la nació pura i Sobre la nació dels valencians, qui va coordinar la ponència del VII congrés de la Unitat del Poble Valencià en desembre de 1996 a L'Eliana, on la Unitat del Poble Valencià assumeix part de les tesis defensades per la Tercera Via. En este VII congrés es recull per primera volta el terme valencianisme de conciliació en un document d'un partit fusterià, i es posa la primera pedra per a la refundació del partit en el Bloc Nacionalista Valencià.

## El valencianisme al seglexxi
La Unió Valenciana d'Hèctor Villalba, que es definia com a nacionalista des del congrés de Cullera en 1988, i que havia abraçat el valencianisme de conciliació al congrés de Gandia de 1999, va quedar fora de les Corts Valencianes després de les eleccions de 1999. Aleshores, el partit entra en crisi i Villalba és substituït per Josep Maria Chiquillo, qui des d'unes posicions inicials d'enfrontament amb el Partit Popular de la Comunitat Valenciana, acabaria presentant-se a les seues llistes en les eleccions generals espanyoles de 2004. Des d'aleshores, la influència social i electoral del partit (que tornà a abraçar els postulats regionalistes i conservadors del blaverisme) va ser mínima, arribant a anunciar la seua desaparició en 2011.

En 1997, Joan Francesc Mira publica Sobre la Nació dels Valencians, revisió de la tesi principal de Nosaltres, els valencians, i com l'obra de Fuster, també va marcar un abans i un després en el món valencianista. En el llibre, que junt amb Crítica de la Nació Pura constitueixen una col·lecció de reflexions que es plasmaren en el VII congrés de la Unitat del Poble Valencià, es planteja una "via valenciana" que repense les relacions entre el País Valencià i l'Estat Espanyol, de manera que els valencians reafirmen la seua condició de nacionalitat en els mateixos termes que altres pobles de l'estat reconeguts com a tal, contraposant eixa reafirmació de la valencianitat a una inèrcia espanyola que fa del fet valencià un "poc ser, insubstancial, epidèrmic, regional, subordinat, marginat i folkloritzant". D'altra banda, l'alternativa pancatalanista va quedar descartada com una "opció irrealitzable". Un any després es produeix la refundació d'Esquerra Valenciana, que naixia amb l'objectiu d'obrir políticament l'esquerra a un valencianisme lligat de nou a la tradició històrica central del nacionalisme valencià.

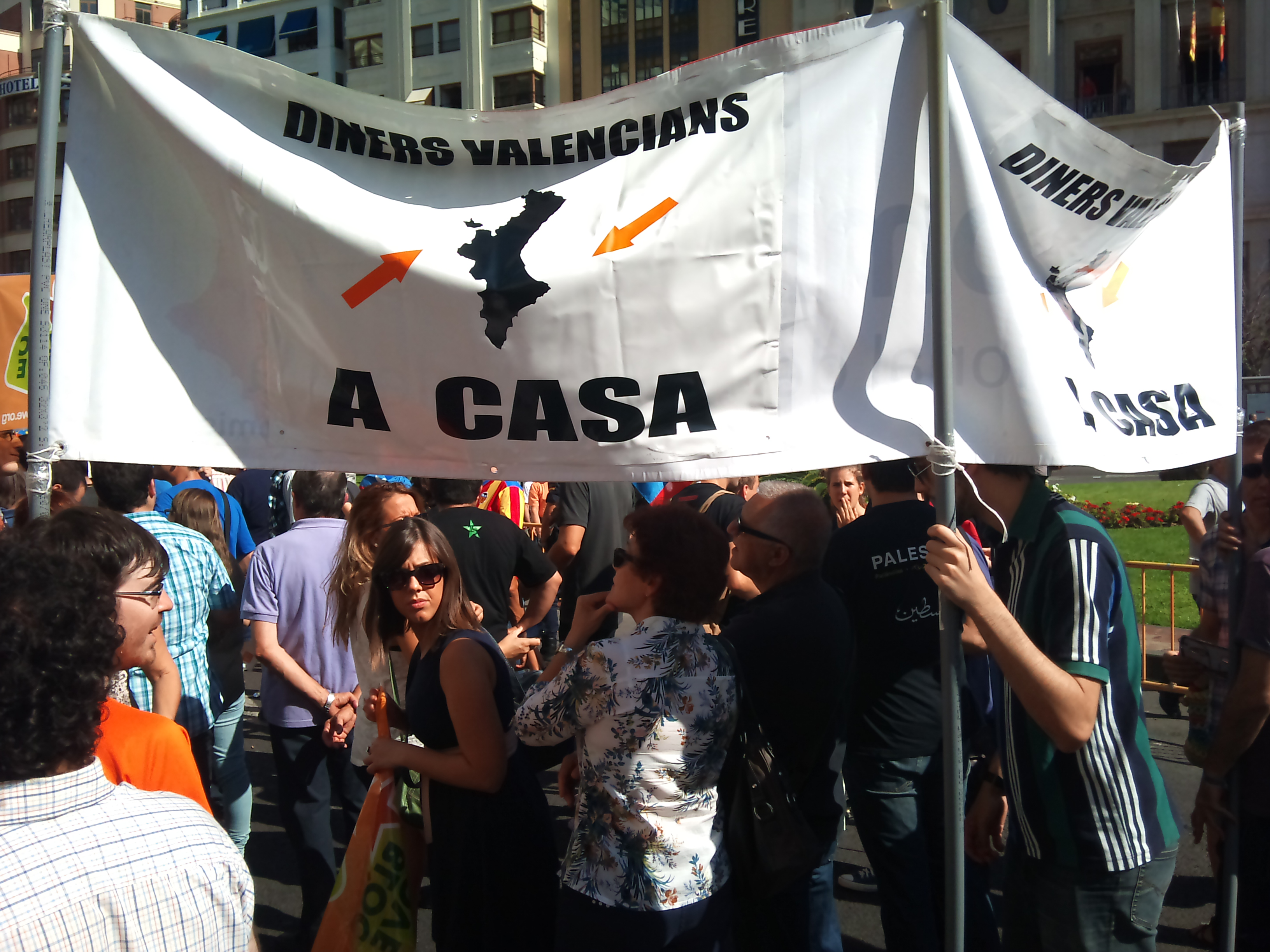
Pancarta de Compromís a la Processó Cívica de la Diada del 9 d'octubre. Els diferents sectors del valencianisme participen en eixe acte.

Al llarg de la dècada del 2000 sorgixen noves aportacions al debat, com la del valencianisme de construcció, un nacionalisme valencià que, considerant-se hereu del valencianisme de preguerra, defuig de la bicotomia blaverisme-catalanisme. A partir d'esta dècada es consoliden plenament les tesis revisionistes del fusteranisme com a hegemòniques dins del valencianisme.
Per la seua banda, el Bloc Nacionalista Valencià, després de quedar fora del parlament en les eleccions a les Corts Valencianes de 2003 i de rebutjar en 2005 un acostament a sectors provinents d'Unió Valenciana, va enfocar la seua acció política a fer possible un acostament a altres forces d'esquerres i valencianistes, fet que va portar a l'establiment de la coalició electoral Compromís pel País Valencià amb Esquerra Unida en 2007, i després a la formació d'una coalició política permanent amb Iniciativa del Poble Valencià (escissió valencianista d'EUPV) i Els Verds-Esquerra Ecologista anomenada Coalició Compromís. Compromís, que combina l'esquerra i el valencianisme amb l'ecologisme, és la tercera força política valenciana a tots els nivells des de 2011, i va fer possible que Joan Baldoví, del BLOC, esdevinguera aquell mateix any el primer diputat nacionalista valencià al Congrés dels Diputats des de la Segona República Espanyola. En les eleccions municipals i autonòmiques de 2015, la Coalició Compromís es consolida com a tercera força política valenciana, entrant en el govern de la Generalitat Valenciana amb la vicepresidència i diverses conselleries, així com l'alcaldia de la Ciutat de València i altres places importants del País. En les eleccions al Congrés Espanyol de 2015, Compromís obté 4 dels 9 diputats dins la coalició És el Moment, el partit d'àmbit estatal Podem, escindint-se del seu Grup Parlamentari i marcant des de l'inici de la legislatura una línia política pròpia.
Des de l'altre punt de l'espectre polític, el sector nacionalista d'Unió Valenciana es va reagrupar el 2005 en el partit Opció Nacionalista Valenciana, que amb el nom d'Units per València sobrevisqué al partit original. Tot i els minsos resultats electorals aconseguits en les diferents eleccions de 2011, realitzà un procés d'eixamplament agrupant diferents sectors socials afins de la societat valenciana amb la Proposta per un Centre Democràtic Valencià, embrió del partit polític Demòcrates Valencians.
Tot i l'escàs suport electoral, l'històric partit Esquerra Nacionalista Valenciana continua amb la seua activitat política dins de la coalició Per la República Valenciana, liderada per l'històric nacionalista Víctor Baeta, fundador de l'altre component de la coalició, República Valenciana-Partit Valencianista Europeu. Es reclamen com l'única alternativa amb un programa que aposta nítidament i oberta pel sobiranisme valencià. Tot i que en la coalició Compromís hi han hagut minories independentistes vinculades a Estat Valencià i Esquerra Valenciana, les formacions s'han desmarcat de la coalició paulatinament, acostant-se a Esquerra Republicana.
En 2012 el president d'Esquerra Republicana del País Valencià, Agustí Cerdà, declarà en una entrevista, que "era hora de plantejar l'Estat Valencià". Tot i declarar-se catalanista i partidari dels Països Catalans, va reflexionar a una entrevista a El Punt Avui que "els valencians poden dir no a Espanya i crear el seu estat". En la Conferència de País celebrada en Algemesí el novembre del 2013, ERPV defensà la necessitat de crear una República del País Valencià, com a "etapa prèvia de la reunificació dels Països Catalans".
Arran de les eleccions a les Corts Valencianes del 2015, Coalició Compromís esdevé força de govern amb l'Acord del Botànic, alhora que evoluciona cap a un partit d'arreplega. L'abandó en el seu discurs de qüestions identitàries referents als símbols valencians, és un dels motius que explica que el juny del 2021, el Bloc Nacionalista Valencià es refundara com a Més. La refundació anà acompanyada, en paraules dels seus impulsors, d'una simplificació del discurs nacional.

## Corrents valencianistes

### Valencianisme no fusterià

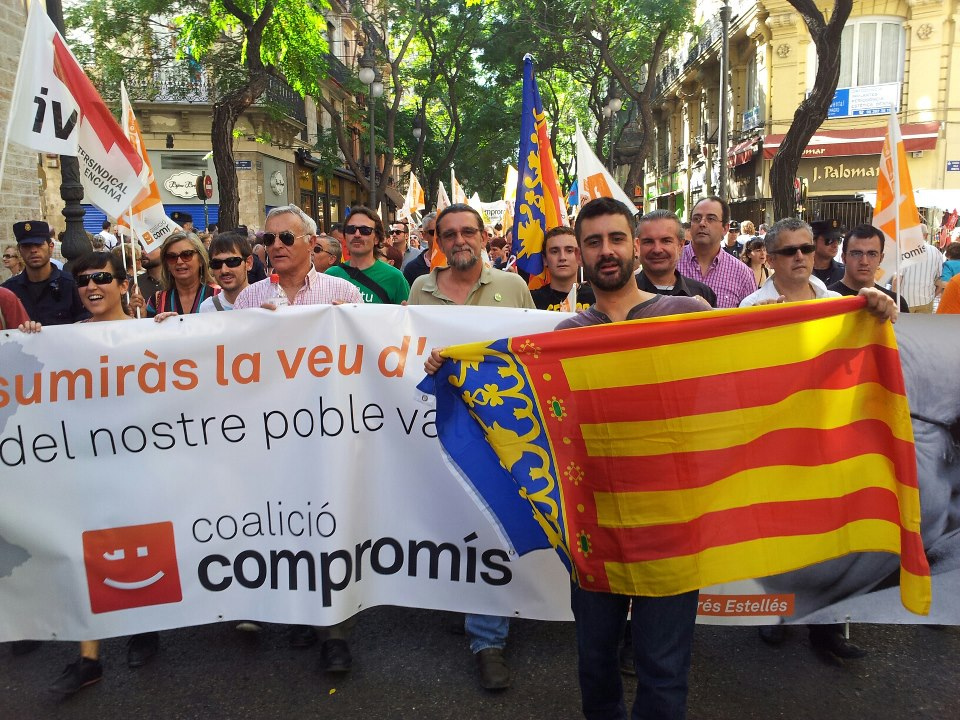
Manifestants de Coalició Compromís en la Processó Cívica del 9 d'Octubre de 2012.

El valencianisme no fusterià és un corrent social estructurat tant culturalment com política que preserva i promou el reconeixement de la personalitat política, lingüística i cultural del País Valencià o Nació Valenciana. Històricament, el valencianisme s'estructurà el segle xix com un moviment cultural durant la Renaixença valenciana en una època on s'intentava recuperar el prestigi social del valencià i la cultura valenciana després de segles de diglòssia i la destrucció del regne de València sota l'absolutisme borbònic amb iniciatives com la restauració dels Jocs Florals per Lo Rat Penat.
El nacionalisme valencià te en 1902 la data simbòlica del seu naixement, quan Faustí Barberà llisca a Lo Rat Penat el seu text De regionalisme i valentinicultura.
El primer grup polític organitzat, València Nova, convocà i celebrà el 1907 la Primera Assemblea Regionalista Valenciana, tractant d'aconseguir un pacte solidari valencià, inspirat en la Solidaritat Catalana. València Nova es convertí més tard en el Centre Regionalista Valencià i d'esta sorgiria "Joventut Valencianista", el primer grup obertament nacionalista de la història del País Valencià.
Durant la República reapareixen alguns partits de tall valencianista de diversa ideologia. Per l'esquerra trobarem diferents partits, relacionats amb les forces republicanes d'àmbit estatal d'una manera o altra. Així, Esquerra Valenciana serà una escissió del blasquista PURA, de caràcter esquerrà i autonomista. En 1936 absorbirà Esquerra Republicana del País Valencià, formació nascuda a Castelló de la Plana al caliu d'Izquierda Republicana. Més obertament nacionalista serà el Partit Valencianista d'Esquerra, refundació de l'Agrupació Valencianista Republicana. Tres partits d'ideologia més o menys afí, i que impulsaren diversos avantprojectes d'estatut d'autonomia, i participaren també del Front d'Esquerres a les eleccions generals espanyoles de 1936.
Pel costat de la dreta trobem a Acció Nacionalista Valenciana, entitat vinculada a l'Agrupació Valencianista de la Dreta i, per tant, vinculada també a la Dreta Regional Valenciana. Acció Nacionalista Valenciana fou una de les primeres forces polítiques en utilitzar la bandera nacionalista valenciana, si bé el seu document gràfic més antic data d'una manifestació valencianista a Alzira en 1932, abans de la fundació d'ANV. La versió amb estrela roja va ser utilitzada per Esquerra Valenciana tant al seu logotip com a la seua cartelleria.
Des de mitjans dels anys 1960 van tornar a sorgir diferents partits polítics valencianistes, com el Partit Socialista Valencià, Germania Socialista (dels anys 1970), la Unitat del Poble Valencià (anys 1980 i 1990) o el Partit Valencià Nacionalista, escissió d'este últim que data de 1990. Tanmateix, cal esmentar la influència del pensament de Joan Fuster en els partits nacionalistes sorgits després de la transició, especialment en la UPV, si bé els diferents partits nacionalistes sorgits a partir dels anys 60 no distingiran amb claredat entre la comunitat política nacional i la comunitat cultural de l'àmbit lingüístic.
En l'actualitat, tot i que amb diferents graus, el nacionalisme valencià és reclamat per les forces polítiques Bloc Nacionalista Valencià i Estat Valencià, que formen part de la Coalició Compromís; el partit de centre Units per València, i les formacions Esquerra Nacionalista Valenciana i República Valenciana - Partit Valencianista Europeu, partits estos dos últims que s'han presentat conjuntament a diferents convocatòries electorals.

### Valencianisme fusterià

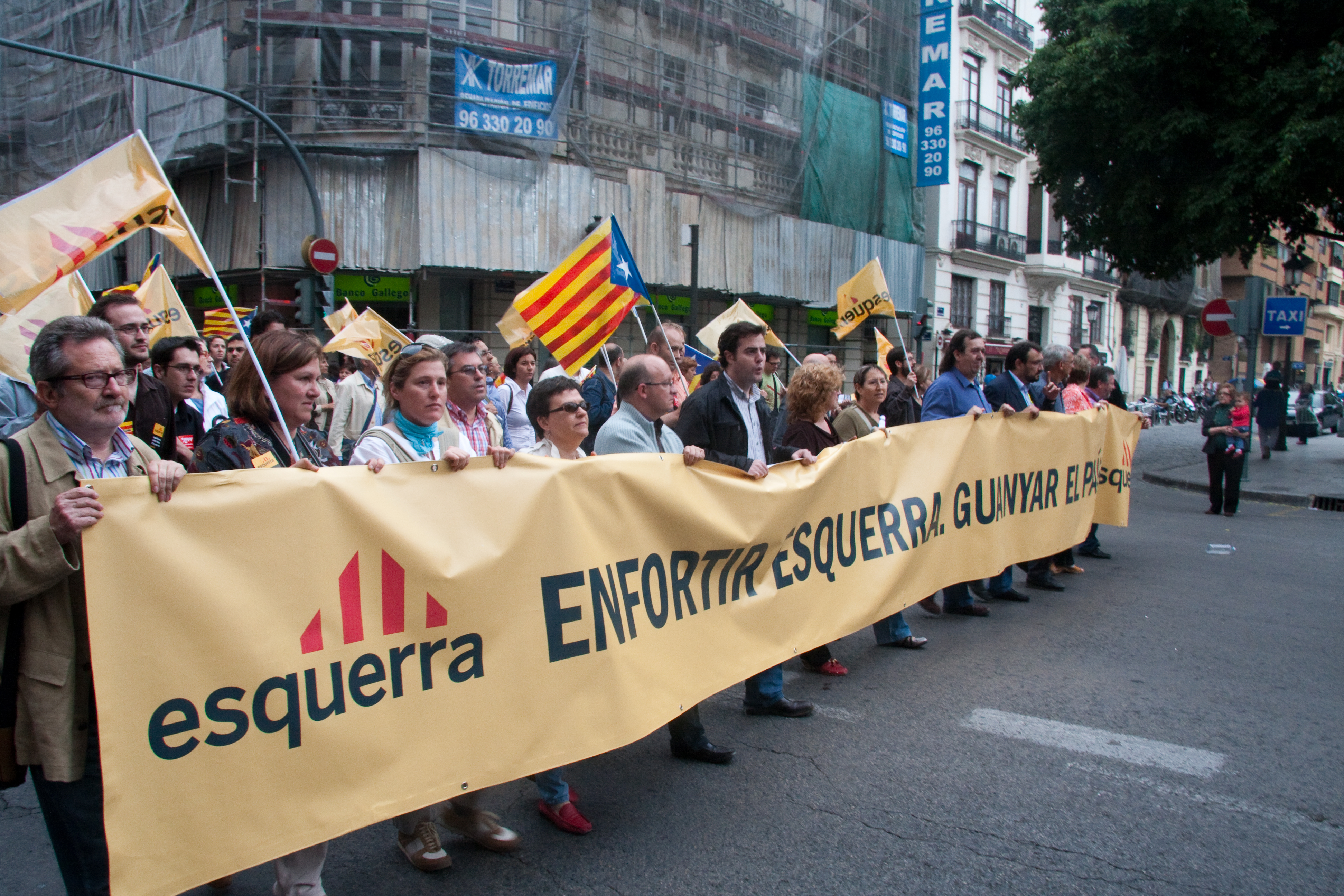
Manifestants d'ERPV a la manifestació del 9 d'Octubre de 2009 a València.

El valencianisme fusterià és un corrent social i polític que postula que, com que el País Valencià és un territori de llengua catalana, aquest forma part per tant de la Cultura catalana o dels Països Catalans, entesos com a subjecte lingüístic i cultural o bé com un projecte polític i forma una nació -cultural o política- que supera els límits traçats entre el Sénia i el Segura que rep el nom de Països Catalans.
El paradigma fusterià té l'origen en la dècada del 1960, tot i que ja durant el valencianisme de principis del segle xx existeix un corrent pancatalanista que deixa escrits com la Síntesi del criteri valencianista. Fuster va definir les seues reflexions com a "nou valencianisme" pel seu rupturisme amb el valencianisme tradicional de preguerra, i té el seu marc ideològic a través del llibre Nosaltres els valencians, on es postula que el País Valencià és un territori de llengua catalana i, per tant, forma part de la nació catalana, culturalment i nacional. L'aportació central dels valencianistes d'orientació nacional catalana va ser
‒simultàniament a la concepció nacional de Fuster‒ incidir en la ruptura d'un imaginari cultural i historicopolític espanyol que representava el panorama social com a idíl·lic i n'obviava la realitat del conflicte.
La inclinació del nou valencianisme proposat per Joan Fuster cap a l'antifranquisme, el va convertir políticament en un moviment bàsicament d'esquerres. Les idees de Fuster van tenir el seu principal reflex polític en partits ideològicament situats a l'esquerra com el Partit Socialista Valencià, el Partit Socialista del País Valencià o la Unitat del Poble Valencià. Per això els partits que concorren en este pensament busquen fomentar i reforçar els llaços culturals i polítics amb la resta de territoris de cultura catalana, és a dir, Catalunya i les Illes Balears; això, en última instància, comportaria la independència del País Valencià i la resta de territoris respecte d'Espanya (i França, pel que fa a la Catalunya Nord), i a la formació d'un Estat polític anomenat Països Catalans. Tot i que el pensament de Joan Fuster fora políticament indefinit i apartidista, i durant la transició democràtica espanyola els fusterians defengueren diferents projectes polítics que anaven des de l'autonomisme a l'independentisme, a partir dels anys 1980 el concepte de fusterianisme es vincula als discursos nacionalistes, tant al que entén el País Valencià com un subjecte de sobirania per si mateix com al pancatalanisme. Entre els catalanistes valencians podem trobar aquells que defensen un model d'estat per als Països Catalans federal i d'altres defensors d'un estat confederal.
En este context se situaven partits històrics com el PSAN. Pel que fa a dos dels partits fundadors de la Unitat del Poble Valencià (UPV), l'Agrupament d'Esquerra del País Valencià i Esquerra Unida del País Valencià, el seu discurs sobre l'eix nacional va representar una síntesi del pensament nacional de les bases fusterianes de l'època. Pel que fa a la simbologia, tradicionalment els fusterians han usat la Senyera Reial, i el PSAN la bandera estelada roja com a símbol identitari, tot i que a partir de la dècada del 1990 també es va incorporar l'estelada blava dintre la seua simbologia per part d'Esquerra Republicana de Catalunya i el Front pel País Valencià.
Actualment és representat políticament per Esquerra Republicana del País Valencià, partit que es presenta a les eleccions regularment, amb més d'11.000 vots (0,45%) en les eleccions del 2011, i 8.129 (0,47%) vots en les Eleccions al Parlament Europeu de 2014 i per altres partits que no es presenten normalment a les convocatòries electorals com el Partit Socialista d'Alliberament Nacional-Solidaritat Catalana per la Independència, el Moviment de Defensa de la Terra, Endavant i l'organització juvenil Arran. També han concorregut a les eleccions en alguns municipis la Candidatura d'Unitat Popular, representant l'Esquerra Independentista. Totes aquestes formacions es declaren independentistes.
Nogensmenys, una part important de les bases de la coalició Compromís, combrega amb la ideologia fusteriana.